# Овниці
Овниці (пол. Ownice) — село в Польщі, у гміні Слонськ Суленцинського повіту Любуського воєводства.
Населення — 295 осіб (2011).
У 1975-1998 роках село належало до Гожовського воєводства.

## Демографія
Демографічна структура станом на 31 березня 2011 року:
|          | Загалом | Допрацездатний вік | Працездатний вік | Постпрацездатний вік |
| -------- | ------- | ------------------ | ---------------- | -------------------- |
| Чоловіки | 155     | 27                 | 112              | 16                   |
| Жінки    | 140     | 30                 | 84               | 26                   |
| Разом    | 295     | 57                 | 196              | 42                   |